# Tiro esportivo nos Jogos Pan-Americanos de 2011 - Pistola 50 m masculino
A competição da pistola 50 m masculino foi um dos eventos do tiro esportivo nos Jogos Pan-Americanos de 2011, em Guadalajara. Foi disputada no Club Cinegético Jalisciense no dia 18 de outubro.

## Calendário
Horário local (UTC-6).
| Data          | Horário | Fase         |
| ------------- | ------- | ------------ |
| 18 de outubro | 9:00    | Qualificação |
| 18 de outubro | 13:00   | Final        |

## Medalhistas
| Ouro   | GUA Sergio Sánchez   |
| Prata  | USA Daryl Szarenszki |
| Bronze | BRA Júlio Almeida    |

## Resultados

### Qualificação
| Pos. | Atirador              | País                     | 1  | 2  | 3  | 4  | 5  | 6  | Total | Obs. |
| ---- | --------------------- | ------------------------ | -- | -- | -- | -- | -- | -- | ----- | ---- |
| 1    | Sergio Sánchez        | GUA Guatemala            | 92 | 93 | 94 | 91 | 98 | 91 | 559   | Q    |
| 2    | Hugo Hernández        | MEX México               | 95 | 93 | 91 | 89 | 89 | 92 | 549   | Q    |
| 3    | Daryl Szarenski       | USA Estados Unidos       | 90 | 89 | 93 | 93 | 91 | 92 | 548   | Q    |
| 4    | Nickolaus Mowrer      | USA Estados Unidos       | 90 | 94 | 88 | 88 | 90 | 95 | 545   | Q    |
| 5    | Stênio Yamamoto       | BRA Brasil               | 92 | 91 | 94 | 91 | 87 | 90 | 545   | Q    |
| 6    | Júlio Almeida         | BRA Brasil               | 89 | 91 | 86 | 91 | 93 | 95 | 545   | Q    |
| 7    | Yulio Zorrilla        | CUB Cuba                 | 88 | 91 | 93 | 92 | 95 | 86 | 545   | Q    |
| 8    | Juan Olvera           | MEX México               | 92 | 83 | 92 | 93 | 94 | 90 | 544   | Q    |
| 9    | Manuel Sánchez        | CHI Chile                | 86 | 87 | 90 | 91 | 94 | 94 | 542   |      |
| 10   | Frank Bonilla         | VEN Venezuela            | 89 | 86 | 90 | 86 | 93 | 95 | 539   |      |
| 11   | Roger Daniel          | TRI Trinidad e Tobago    | 87 | 91 | 89 | 91 | 90 | 88 | 536   |      |
| 12   | Mario Vinueza         | ECU Equador              | 90 | 89 | 93 | 91 | 83 | 90 | 536   |      |
| 13   | Jorge Grau            | CUB Cuba                 | 95 | 82 | 88 | 88 | 92 | 90 | 535   |      |
| 14   | Alex Peralta          | COL Colômbia             | 87 | 94 | 88 | 88 | 86 | 91 | 534   |      |
| 15   | Enrique Arnaez        | PER Peru                 | 92 | 87 | 87 | 88 | 90 | 90 | 534   |      |
| 16   | Maximino Modesti      | ARG Argentina            | 84 | 91 | 93 | 89 | 85 | 91 | 533   |      |
| 17   | Marco Nuñez           | VEN Venezuela            | 87 | 86 | 90 | 86 | 89 | 94 | 532   |      |
| 18   | Sylvain Ouellette     | CAN Canadá               | 91 | 91 | 89 | 86 | 91 | 83 | 531   |      |
| 19   | Rudolf Knijnenburg    | BOL Bolívia              | 91 | 89 | 87 | 82 | 95 | 86 | 530   |      |
| 20   | Nestor Godoy          | ARG Argentina            | 88 | 83 | 84 | 91 | 89 | 94 | 529   |      |
| 21   | Martín Galvez         | PER Peru                 | 90 | 92 | 83 | 87 | 86 | 89 | 527   |      |
| 22   | Julio Molina          | ESA El Salvador          | 88 | 91 | 86 | 82 | 86 | 90 | 523   |      |
| 23   | Jaime Dávila          | NCA Nicarágua            | 88 | 86 | 90 | 87 | 87 | 82 | 520   |      |
| 24   | Ricardo Chandeck      | PAN Panamá               | 91 | 83 | 84 | 90 | 82 | 83 | 513   |      |
| 25   | Manuel Figuereo Feliz | DOM República Dominicana | 85 | 79 | 85 | 90 | 84 | 89 | 512   |      |
| 26   | Josué Hernández Caba  | DOM República Dominicana | 83 | 84 | 84 | 81 | 87 | 91 | 510   |      |
| 27   | Calvert Herbert       | BAR Barbados             | 79 | 88 | 86 | 87 | 86 | 82 | 598   |      |
| 28   | Pablo Guerrero        | NCA Nicarágua            | 79 | 77 | 81 | 78 | 79 | 83 | 477   |      |

### Final
| Pos.              | Atirador             | Qualificação | 1   | 2    | 3    | 4    | 5    | 6    | 7   | 8    | 9    | 10   | Final | Total | Obs. |
| ----------------- | -------------------- | ------------ | --- | ---- | ---- | ---- | ---- | ---- | --- | ---- | ---- | ---- | ----- | ----- | ---- |
| Medalha de ouro   | GUA Sergio Sánchez   | 559          | 7.5 | 8.4  | 9.5  | 10.5 | 8.6  | 9.6  | 9.2 | 9.1  | 8.4  | 9.1  | 89.9  | 648.9 |      |
| Medalha de prata  | USA Daryl Szarenski  | 548          | 8.3 | 9.5  | 9.2  | 8.3  | 10.7 | 10.0 | 7.7 | 10.2 | 7.8  | 10.3 | 92.0  | 640.0 |      |
| Medalha de bronze | BRA Júlio Almeida    | 545          | 9.4 | 10.7 | 9.6  | 10.3 | 7.9  | 9.6  | 9.5 | 9.7  | 8.0  | 10.2 | 94.9  | 639.9 |      |
| 4                 | MEX Hugo Hernández   | 549          | 7.7 | 8.0  | 7.7  | 9.8  | 10.6 | 7.0  | 9.5 | 10.1 | 9.0  | 9.0  | 88.4  | 637.4 |      |
| 5                 | CUB Yulio Zorrilla   | 545          | 8.8 | 8.5  | 9.8  | 9.6  | 9.2  | 9.4  | 8.8 | 8.9  | 9.8  | 7.3  | 90.1  | 635.1 |      |
| 6                 | USA Nickolaus Mowrer | 545          | 9.4 | 10.2 | 7.6  | 8.8  | 8.8  | 10.5 | 7.8 | 9.2  | 9.5  | 7.6  | 89.4  | 634.4 |      |
| 7                 | BRA Stênio Yamamoto  | 545          | 9.9 | 7.6  | 8.2  | 9.7  | 9.1  | 8.4  | 4.9 | 9.9  | 10.0 | 8.8  | 86.5  | 631.5 |      |
| 8                 | MEX Juan Olvera      | 544          | 8.5 | 10.3 | 10.1 | 9.0  | 7.3  | 9.3  | 9.2 | 7.1  | 7.1  | 8.8  | 86.7  | 630.7 |      |